# Слободна зона
Слободна зона је простор искључен из царинске територије једне државе, на коме се обавља низ привредних активности: производња, дорада, прерада, амбалажирање, транспортне услуге, услуге смештаја, складиштења и други послови. У зони се налазе и царинске испоставе, шпедитерске испоставе, предузећа за контролу квалитета и квантитета.

## Изглед слободне зоне
Најчешће држава даје земљиште предузећу слободне зоне на одређени број година (најмање 50). Земљиште се затим ограђује и инфраструктурно опрема. Различите зоне имају различите земљишне површине, а најчешће од 100 до 1000 хектара. Предузеће слободна зона, затим двојако послује са земљиштем: издаје инфраструктурно опремљено земљиште страним и домаћим предузећима ради изградње њихових индустријских и услужних погона, са тим да они сами инвестирају и граде своје погоне и њима располажу одређено време. За уступање земљишта зона наплаћује закупнину, најчешће по m². По истеку поменутог рока закупа земљиште и објекти се враћају власнику односно држави.
Други начин издавање објекта је да одређена компанија за изградњу пословног простора, односно само предузеће слободна зона, гради пословни простор, па га затим користи или изнајмљује на одређено време другим компанијама које послују у зони. У зони обично са пуним страним власништвом послује од 50 до 100 страних компанија.

## Исплативост слободне зоне
Принцип да се у зони не наплаћују царине и увозне таксе даје основе за остваривање прихода зоне као предузеће. Једна слободна зона у Тајвану, на површини од око 200 хектара, запошљава 90.000 радника, остварује годишњи промет 15 милијарди долара и нето профит од 2 милијарде долара.